# 콘스탄스 엘렌 롱
콘스탄스 엘렌 롱(Constance Ellen Long,영국 레딩 1867–1923년 2월 23일, 미국 뉴욕)은 의사 겸 작가로 활동한 인물이다.
저서로는 '환타지의 심리학에관한 논문집'Collected Papers on the Psychology of Phantasy과 카를 융의 저서 '분석심리학 논문집'(COLLECTED PAPERS ON ANALYTICAL PSYCHOLOGY)을 번역한 번역물이 있다.

## 같이 보기
- 헬튼 고드윈 베인즈